# Delft Chamber Music Festival

Logo van het festival

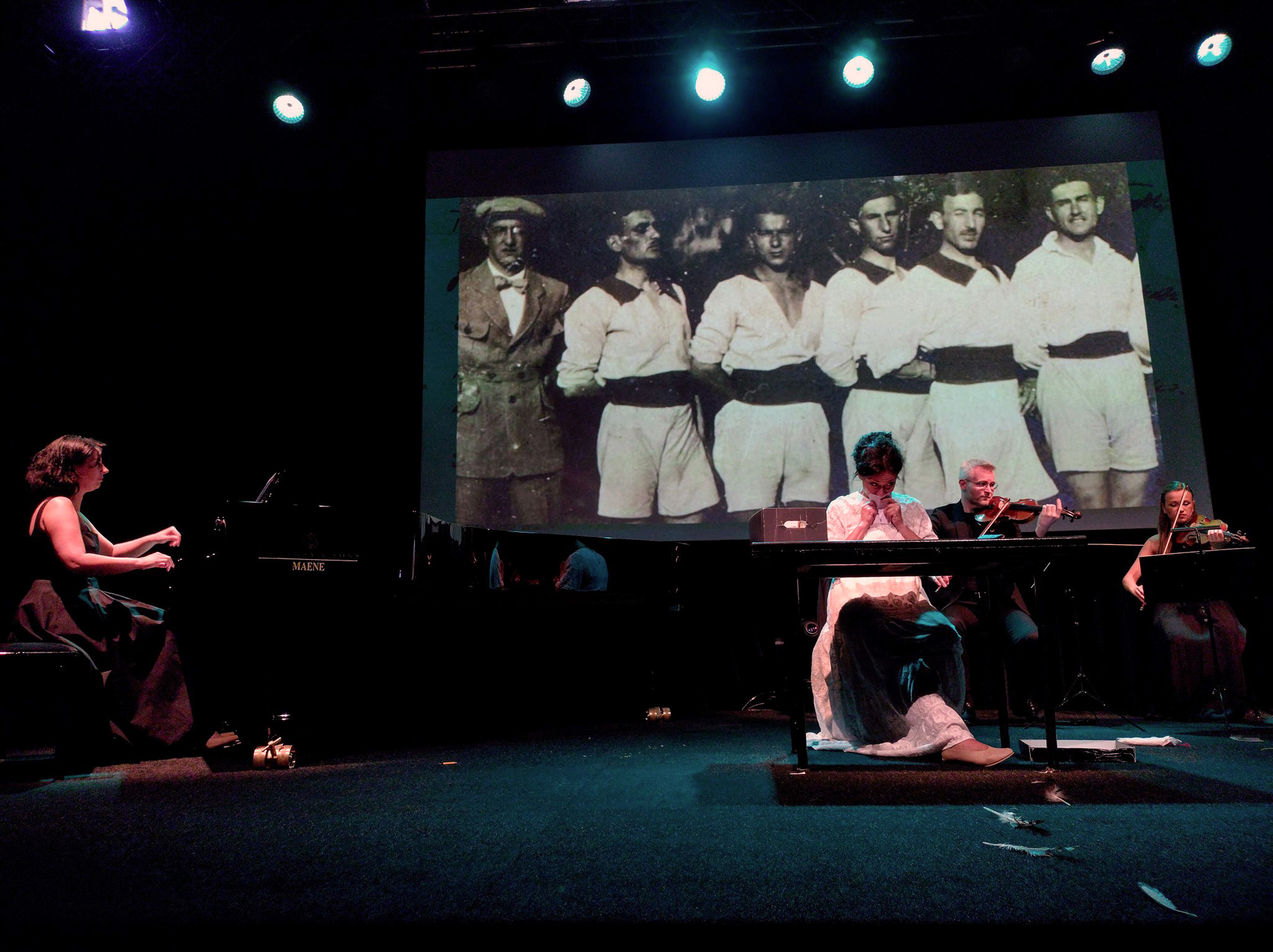
Monodrama Maro tijdens het Delft Chamber Music Festival in 2022

Het Delft Chamber Music Festival is een festival voor kamermuziek dat sinds 1997 jaarlijks wordt gehouden in de stad Delft, rond het museum het Prinsenhof. Isabelle van Keulen was de artistiek leider van de eerste tien edities. Vanaf 2007 heeft de violiste Liza Ferschtman haar plaats overgenomen. In 2019 nam bariton Thomas Oliemans de programmering voor één editie op zich. In 2020 vond er vanwege COVID-19 alleen een festivalweekend plaats waarin 4 liveconcerten met publiek gegeven werden. Deze zijn ook via livestream uitgezonden. In 2021 nam Liza Ferschtman afscheid als artistiek leider en programmeerde de eerste week van het festival, terwijl de tweede week door haar opvolgster werd gedaan, de Georgische pianiste Nino Gvetadze. In 2025 vindt het festival niet plaats omdat men de financiëring niet rond kreeg en omdat het museum Het Prinsenhof waar het festival normaal gesproken wordt gehouden vanwege een verbouwing gesloten is. Hiermee is 2025 het eerste jaar zonder festival.
Het festival staat bekend om zijn intieme setting rond de Oude Delft in het centrum van Delft. De Van der Mandelezaal in Museum Prinsenhof Delft is al jaren het hart van het festival. Ook is er tijdens het festival een concert op de Grote Markt. Dit concert is gratis toegankelijk.
Vooraanstaande musici uit Nederland en daarbuiten geven concerten tijdens het festival, ook in speciaal voor het festival geformeerde ensembles.
Enkele musici die op het festival hebben opgetreden zijn, naast Isabelle van Keulen en Liza Ferschtman: Enrico Pace, Vera Beths, Gidon Kremer, Vadim Repin, Jacob Slagter, Pauline Oostenrijk, Brian Pollard, Ivan Meylemans, Ronald Brautigam, Ellen Corver, Peter Brunt, Gustavo Núñez, Quirine Viersen, Peter Masseurs, Arno Bornkamp, Osiris Trio, Boris Berezovski, Michail Pletnev, Janine Jansen, Igor Roma, Christianne Stotijn, Miranda van Kralingen, Jörgen van Rijen, Christopher Bouwman, Bram van Sambeek.